# Fly on the Wall (песня)
«Fly on the Wall» — песня Майли Сайрус с её второго студийного альбома Breakout (2009).
Также песня была издана отдельным синглом. (Сингл вышел в феврале следующего, 2009 года. Это третий и последний сингл с того альбома, первыми же двумя были «7 Things» и «See You Again (Rock Mafia Remix)».)
В США песня достигла 84 места в «Горячей сотне» журнала «Билборд» (Billboard Hot 100). В Великобритании сингл с ней поднялся до 16 места в национальном чарте (UK Singles Chart).

## История
Майли Сайрус рассказывала MTV News, что изначально первым синглом с альбома Breakout планировалось выпустить песню «Fly on the Wall», а не «7 Things», как это в итоге было сделано:
Изначально это (прим.: «Fly on the Wall») должен был быть первый сингл. Но я подумала, что вместо него «7 Thngs» будет лучшим первым представлением всего этого моего альбома аудитории. «Fly on the Wall» очень прилипчивая и под неё весело танцевать. Это одна из моих любимых песен на этом альбоме.

## Сюжет
«Мухой на стене» (англ. fly on the wall) по-английски называют того, кто тайно и невидимо для человека за ним наблюдает. Выражение впервые появилось где-то в 1920-х годах в США.
Как Майли объясняла MTV News, песня о том постоянном внимании, что она получает от прессы:
«Fly on the Wall» о средствах массовой информации. Она о том, как они думают, что они всё обо мне знают, когда на самом деле это не так. Они хотят быть мухой на моей стене и наблюдать за мной 24 часа в сутки, 7 дней в неделю.

## Видеоклип
Режиссёр видеоклипа — Филип Андельман.
Как пишет сайт Songfacts, в видео пародируется видеоклип к песне Майкла Джексона «Thriller», но только «вместо зомби все превращаются в худший кошмар Майли, подглядывающих за ней фотографов.»